# Чепел (острво)
Острво Чепел (мађ. Csepel-sziget) је највеће острво на реци Дунав у Мађарској. Острво је дугачко је 48 km, а ширина му варира од 6 до 8 km. Површина острва је 257 km ². 
Чепел се налази јужно од Будимпеште, на 47° 15 'северне географске ширине и 18° 57' источне географске дужине. На северном крају острва се налази Чепел, будимпештански 21. округ. 
На део острва који је ближи центру Будимпеште може се доћи приградском брзом железницом (мађ. HÉV). 
Од осталих насеља на Чепелском острву налазе се Српски Ковин, Тукуља, Сигетсентмиклош и Сигетхалом. 
Чепелско острво је било прво средиште мађарских племена кад су долазила у Панонску низију, јер је на њему био логор Арпадовог племена. Острво је добило име по Арпадовом коњушару Чепелу.